# 10.ª etapa del Giro de Italia 2025
La 10.ª etapa del Giro de Italia 2025 tuvo lugar el 20 de mayo de 2025 y consistió en una etapa contrarreloj con inicio en la ciudad de  Lucca y final en la ciudad de Pisa, sobre un recorrido de 28,6 km. El vencedor fue el neerlandés Daan Hoole del equipo Lidl-Trek, mientras que el mexicano Isaac Del Toro del UAE Team Emirates XRG consiguió mantener el liderato de la carrera.

## Clasificación de la etapa[2]
| Lucca - Pisa | contrarreloj individual | (28,6 km) |

| \| Clasificación de la etapa \| Clasificación de la etapa \| Clasificación de la etapa \| Clasificación de la etapa \| Clasificación de la etapa \| \| Ciclista \| Ciclista \| Equipo \| Tiempo \| \| \| ------------------------- \| ------------------------- \| -------------------------- \| ------------------------- \| ------------------------- \| \| 1.º \| Daan Hoole \| Lidl-Trek \| 32 min 30 s \| \| \| 2.º \| Joshua Tarling \| Ineos Grenadiers \| + 7 s \| \| \| 3.º \| Ethan Hayter \| Soudal Quick-Step \| + 10 s \| \| \| 4.º \| Mattia Cattaneo \| Soudal Quick-Step \| + 23 s \| \| \| 5.º \| Edoardo Affini \| Team Visma \\| Lease a Bike \| + 24 s \| \| \| 6.º \| Jay Vine \| UAE Team Emirates XRG \| + 37 s \| \| \| 7.º \| Lucas Plapp \| Team Jayco AlUla \| + 44 s \| \| \| 8.º \| Marco Frigo \| Israel-Premier Tech \| + 47 s \| \| \| 9.º \| Michael Hepburn \| Team Jayco AlUla \| + 50 s \| \| \| 10.º \| Xabier Mikel Azparren \| Q36.5 Pro Cycling Team \| + 54 s \| \| |                       |                            |             |
| |                       |                            |             |
| Fuente: ProCyclingStats |                       |                            |             |
| Clasificación de la etapa |                       |                            |             |
| Ciclista | Ciclista              | Equipo                     | Tiempo      |
| 1.º | Daan Hoole            | Lidl-Trek                  | 32 min 30 s |
| 2.º | Joshua Tarling        | Ineos Grenadiers           | + 7 s       |
| 3.º | Ethan Hayter          | Soudal Quick-Step          | + 10 s      |
| 4.º | Mattia Cattaneo       | Soudal Quick-Step          | + 23 s      |
| 5.º | Edoardo Affini        | Team Visma \| Lease a Bike | + 24 s      |
| 6.º | Jay Vine              | UAE Team Emirates XRG      | + 37 s      |
| 7.º | Lucas Plapp           | Team Jayco AlUla           | + 44 s      |
| 8.º | Marco Frigo           | Israel-Premier Tech        | + 47 s      |
| 9.º | Michael Hepburn       | Team Jayco AlUla           | + 50 s      |
| 10.º | Xabier Mikel Azparren | Q36.5 Pro Cycling Team     | + 54 s      |

## Clasificaciones al final de la etapa

### Clasificación general(Maglia Rosa)[3]
| \| Clasificación general \| Clasificación general \| Clasificación general \| Clasificación general \| Clasificación general \| \| Ciclista \| Ciclista \| Equipo \| Tiempo \| \| \| --------------------- \| --------------------- \| -------------------------- \| --------------------- \| --------------------- \| \| 1.º \| Isaac Del Toro \| UAE Team Emirates XRG \| 33 h 36 min 45 s \| \| \| 2.º \| Juan Ayuso \| UAE Team Emirates XRG \| + 1 min 13 s \| \| \| 3.º \| Antonio Tiberi \| Bahrain Victorious \| + 1 min 30 s \| \| \| 4.º \| Richard Carapaz \| EF Education-EasyPost \| + 1 min 40 s \| \| \| 5.º \| Giulio Ciccone \| Lidl-Trek \| + 1 min 41 s \| \| \| 6.º \| Simon Yates \| Team Visma \\| Lease a Bike \| + 1 min 42 s \| \| \| 7.º \| Egan Bernal \| Ineos Grenadiers \| + 1 min 57 s \| \| \| 8.º \| Brandon McNulty \| UAE Team Emirates XRG \| + 1 min 59 s \| \| \| 9.º \| Adam Yates \| UAE Team Emirates XRG \| + 2 min 01 s \| \| \| 10.º \| Primož Roglič \| Red Bull-Bora-Hansgrohe \| + 2 min 05 s \| \| |                 |                            |                  |
| |                 |                            |                  |
| Fuente: ProCyclingStats |                 |                            |                  |
| Clasificación general |                 |                            |                  |
| Ciclista | Ciclista        | Equipo                     | Tiempo           |
| 1.º | Isaac Del Toro  | UAE Team Emirates XRG      | 33 h 36 min 45 s |
| 2.º | Juan Ayuso      | UAE Team Emirates XRG      | + 1 min 13 s     |
| 3.º | Antonio Tiberi  | Bahrain Victorious         | + 1 min 30 s     |
| 4.º | Richard Carapaz | EF Education-EasyPost      | + 1 min 40 s     |
| 5.º | Giulio Ciccone  | Lidl-Trek                  | + 1 min 41 s     |
| 6.º | Simon Yates     | Team Visma \| Lease a Bike | + 1 min 42 s     |
| 7.º | Egan Bernal     | Ineos Grenadiers           | + 1 min 57 s     |
| 8.º | Brandon McNulty | UAE Team Emirates XRG      | + 1 min 59 s     |
| 9.º | Adam Yates      | UAE Team Emirates XRG      | + 2 min 01 s     |
| 10.º | Primož Roglič   | Red Bull-Bora-Hansgrohe    | + 2 min 05 s     |

### Clasificación por puntos(Maglia Ciclamino)[4]
| Clasificación por puntos | Clasificación por puntos | Clasificación por puntos   | Clasificación por puntos | Clasificación por puntos |
| Ciclista                 | Ciclista                 | Equipo                     | Puntos                   |                          |
| ------------------------ | ------------------------ | -------------------------- | ------------------------ | ------------------------ |
| 1.º                      | Mads Pedersen            | Lidl-Trek                  | 153 pts                  |                          |
| 2.º                      | Alessandro Tonelli       | Team Polti VisitMalta      | 59 pts                   |                          |
| 3.º                      | Olav Kooij               | Team Visma \| Lease a Bike | 55 pts                   |                          |
| 4.º                      | Casper van Uden          | Team Picnic-PostNL         | 50 pts                   |                          |
| 5.º                      | Wout van Aert            | Team Visma \| Lease a Bike | 43 pts                   |                          |
| 6.º                      | Orluis Aular             | Movistar Team              | 42 pts                   |                          |
| 7.º                      | Edoardo Zambanini        | Bahrain Victorious         | 41 pts                   |                          |
| 8.º                      | Isaac Del Toro           | UAE Team Emirates XRG      | 36 pts                   |                          |
| 9.º                      | Taco van der Hoorn       | Intermarché-Wanty          | 34 pts                   |                          |
| 10.º                     | Thomas Pidcock           | Q36.5 Pro Cycling Team     | 31 pts                   |                          |

### Clasificación de la montaña(Maglia Azzurra)[5]
| Clasificación de la montaña | Clasificación de la montaña | Clasificación de la montaña   | Clasificación de la montaña | Clasificación de la montaña |
| Ciclista                    | Ciclista                    | Equipo                        | Puntos                      |                             |
| --------------------------- | --------------------------- | ----------------------------- | --------------------------- | --------------------------- |
| 1.º                         | Lorenzo Fortunato           | XDS Astana Team               | 98 pts                      |                             |
| 2.º                         | Juan Ayuso                  | UAE Team Emirates XRG         | 50 pts                      |                             |
| 3.º                         | Paul Double                 | Team Jayco AlUla              | 36 pts                      |                             |
| 4.º                         | Manuele Tarozzi             | VF Group-Bardiani CSF-Faizanè | 32 pts                      |                             |
| 5.º                         | Isaac Del Toro              | UAE Team Emirates XRG         | 25 pts                      |                             |
| 6.º                         | Egan Bernal                 | Ineos Grenadiers              | 19 pts                      |                             |
| 6.º                         | Sylvain Moniquet            | Cofidis                       | 22 pts                      |                             |
| 7.º                         | Romain Bardet               | Team Picnic-PostNL            | 18 pts                      |                             |
| 8.º                         | Taco van der Hoorn          | Intermarché-Wanty             | 18 pts                      |                             |
| 9.º                         | Diego Ulissi                | XDS Astana Team               | 17 pts                      |                             |
| 10.º                        | Alessandro Tonelli          | Team Polti VisitMalta         | 16 pts                      |                             |

### Clasificación de los jóvenes(Maglia Bianca)[6]
| Clasificación del mejor joven | Clasificación del mejor joven | Clasificación del mejor joven | Clasificación del mejor joven | Clasificación del mejor joven |
| Ciclista                      | Ciclista                      | Equipo                        | Tiempo                        |                               |
| ----------------------------- | ----------------------------- | ----------------------------- | ----------------------------- | ----------------------------- |
| 1.º                           | Isaac Del Toro                | UAE Team Emirates XRG         | 33 h 36 min 45 s              |                               |
| 2.º                           | Juan Ayuso                    | UAE Team Emirates XRG         | + 1 min 13 s                  |                               |
| 3.º                           | Antonio Tiberi                | Bahrain Victorious            | + 1 min 30 s                  |                               |
| 4.º                           | Mathias Vacek                 | Lidl-Trek                     | + 3 min 23 s                  |                               |
| 5.º                           | Giulio Pellizzari             | Red Bull-Bora-Hansgrohe       | + 3 min 43 s                  |                               |
| 6.º                           | Davide Piganzoli              | Team Polti VisitMalta         | + 3 min 46 s                  |                               |
| 7.º                           | Max Poole                     | Team Picnic-PostNL            | + 5 min 35 s                  |                               |
| 8.º                           | Martin Tjøtta                 | Arkéa-B&B Hotels              | + 9 min 46 s                  |                               |
| 9.º                           | Embret Svestad-Bårdseng       | Arkéa-B&B Hotels              | + 11 min 11 s                 |                               |
| 10.º                          | Edoardo Zambanini             | Bahrain Victorious            | + 13 min 34 s                 |                               |

### Clasificación por equipos"Súper team"[7]
| Clasificación por equipos | Clasificación por equipos  | Clasificación por equipos | Clasificación por equipos |
| Equipo                    | Equipo                     | Tiempo                    |                           |
| ------------------------- | -------------------------- | ------------------------- | ------------------------- |
| 1.º                       | UAE Team Emirates XRG      | 100 h 49 min 54 s         |                           |
| 2.º                       | Lidl-Trek                  | + 12 min 15 s             |                           |
| 3.º                       | Team Visma \| Lease a Bike | + 12 min 49 s             |                           |
| 4.º                       | Ineos Grenadiers           | + 15 min 37 s             |                           |
| 5.º                       | XDS Astana Team            | + 16 min 09 s             |                           |
| 6.º                       | Bahrain-Victorious         | + 16 min 37 s             |                           |
| 7.º                       | Red Bull-BORA-hansgrohe    | + 19 min 34 s             |                           |
| 8.º                       | Team Jayco AlUla           | + 21 min 06 s             |                           |
| 9.º                       | Movistar Team              | + 26 min 23 s             |                           |
| 10.º                      | EF Education-EasyPost      | + 26 min 48 s             |                           |

## Abandonos
Ninguno.